# Tiphia brevistigma
Tiphia brevistigma (лат.) — вид ос рода Tiphia из семейства Tiphiidae (Hymenoptera). Индия. 

## Описание
Жалящие перепончатокрылые. Длина тела 9,5—11,3 мм. Срединное расширение наличника округлое; мандибулы без преапикального зубца, вершина округлая; дорсальная сторона пронотума без поперечного киля; метанотум крупнопунктированный; дорсальная сторона проподеума с ареолой субпрямоугольной формы, область за пределами ареолы имбрицитная; мезоплеврон с крупными точками в срединной области; задняя часть проподеума со срединным килем; крылья темно-пунктированные более чем на половине базальной области, вершина гиалиновая; ноги полностью чёрные; задние базитарзусы с короткой бороздкой на внутренней поверхности. Личинки предположительно, как и близкие виды, паразитируют на пластинчатоусых жуках (Scarabaeidae, Rutelidae, Cetoniinae). Вид был впервые описан в 1930 году американским энтомологом Гарри Виллисом Алленом (1892—1981) и Jaynes H. A., а его валидный статус подтверждён в 2022 году.